# Linzer Stadion
El Linzer Stadion, conocido también como Gugl, fue un estadio multiusos ubicado en la ciudad de Linz en Austria. Poseía una capacidad para 21 000 personas y fue utilizado por los clubes de la ciudad Linzer ASK, FC Linz y el FC Blau-Weiß Linz.
Inaugurado en 1952, el estadio fue renovado y reconstruido parcialmente entre 2010 y 2012, adaptándolo a las exigencias de la UEFA para la disputa de partidos internacionales, dotándolo con asientos individuales, graderías cubiertas, calefacción bajo la cancha para evitar la acumulación de nieve en invierno, nuevo tablero con tecnología led, sala vip entre otros adelantos.
Desde 1988 hasta 2020 fue sede de la importante reunión de atletismo, los Gugl-Meeting.
El estadio fue demolido el año 2021, el último partido oficial que se disputó en el recinto fue el LASK contra el ASK Elektra correspondiente a la Copa de Austria el 16 de diciembre de 2020. En el lugar se levantó el nuevo Raiffeisen Arena, inaugurado el 24 de febrero de 2023.

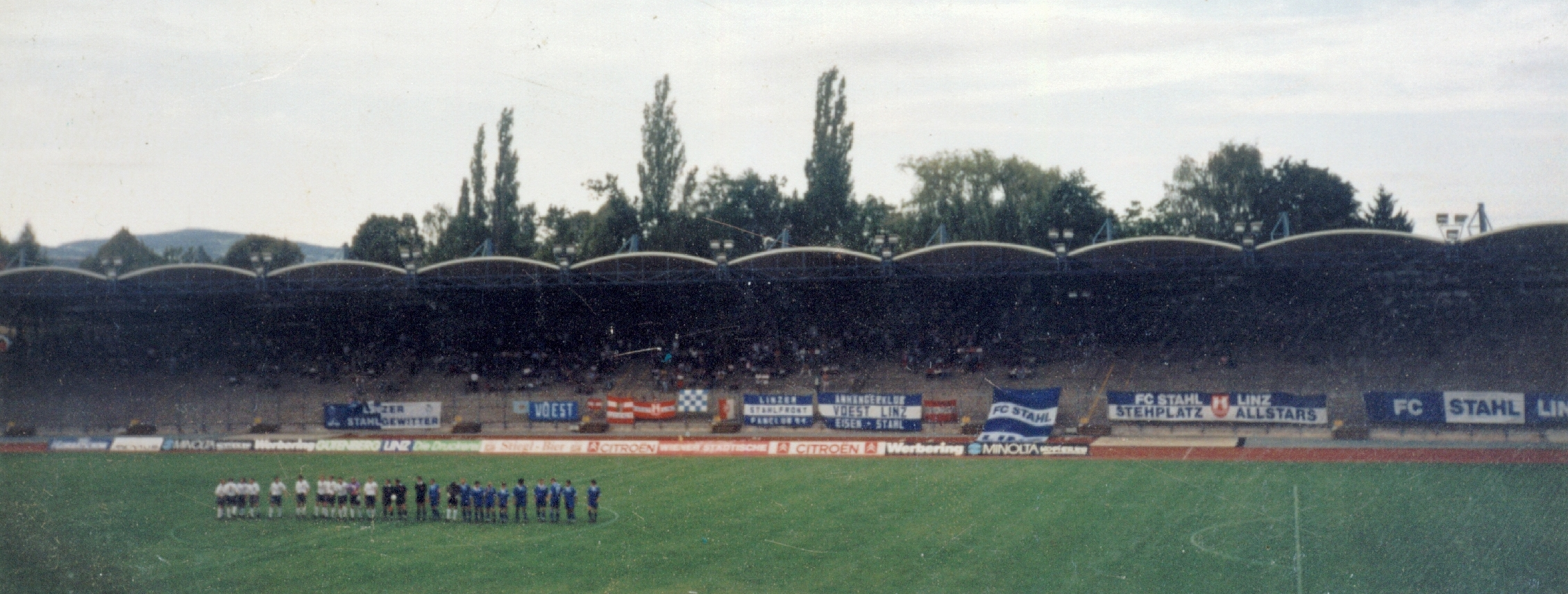
Imagen panorámica del año 1993.